# Ди Нунцио, Алессандро
Алессандро Ди Нунцио (итал. Alessandro Di Nunzio; род. 21 апреля 2007, Рим) — итальянский футболист, полузащитник клуба «Рома».

## Клубная карьера
Ди Нунцио — воспитанник клуба «Рома».

## Международная карьера
В 2024 году в составе юношеской сборной Италии Ди Нунцио принял участие в юношеском чемпионате Европы на Кипре. На турнире он сыграл в матчах против сборных Польши, Словакии, Швеции, Англии, Дании и Португалии.

## Достижения
Международные
 Италия (до 17)
- Победитель чемпионата Европы (до 17 лет) — 2024